# 奥因斯维尔 (肯塔基州)
奥因斯维尔（英語：Owingsville），是美国肯塔基州的一座城市。建立于1829年，面积约为6.2平方公里（2.4平方英里）。根据2010年美国人口普查，该市的人口为1,530人。